# 170700 Marygoldaross
170700 Marygoldaross este o planetă minoră (asteroid) din centura de asteroizi. A fost descoperită pe 19 ianuarie 2004 la Stația Anderson Mesa de Lowell Observatory Near-Earth-Object Search și a fost numită după Mary Golda Ross⁠(d). 
Obiectul prezintă o orbită caracterizată de o semiaxă mare de 2,4743348923608 UAi, o excentricitate de 0,14052280269284, o înclinație de 1,378732876944 ° în raport cu ecliptica.